# Lucien Goldmann
Lucien Goldmann (* 20. Juli 1913 in Bukarest; † 8. Oktober 1970 in Paris) war ein französischer Philosoph und Literaturtheoretiker jüdisch-rumänischer Herkunft.
Goldmann befasste sich mit marxistischer Erkenntnistheorie (Recherches dialectiques, 1959, Marxisme et sciences humaines, 1970) und begründete – im Anschluss an die Frühschriften von Georg Lukács und die entwicklungspsychologischen Ansätze von Jean Piaget – die Methode und Theorie des genetischen Strukturalismus.

## Leben
Goldmann legte an der Universität von Bukarest das juristische Staatsexamen ab, dann studierte er ein Jahr lang in Wien Philosophie. 1934 erlangte er an der juristischen Fakultät von Paris das Diplom für fortgeschrittene Studien des Öffentlichen Rechts und der Politischen Ökonomie und legte an der Sorbonne das philosophische Staatsexamen ab. Während der  deutschen Besetzung im Zweiten Weltkrieg gelang es ihm, in die Schweiz zu entkommen, wo er fast zwei Jahre als Assistent mit Jean Piaget in Genf zusammenarbeitete. In dieser Zeit beschäftigte sich Goldmann auch mit dem Werk von Georg Lukács. Sie begegneten einander im Jahr 1946 in der Schweiz.
Im Jahr 1945 wurde Goldmann in Zürich über Kant promoviert. Anschließend wurde er Mitarbeiter im École pratique des hautes études in Paris, das er ab 1958 als Direktor leitete.  Er unterrichtete dort Literatursoziologie und Soziologie der Philosophie. 1956 habilitierte er sich an der Sorbonne. Seit 1965 leitete er zugleich als Direktor das soziologische Institut der Université libre de Bruxelles.
Goldmann war der intellektuelle Motor der Treffen und des Gedankenaustausches in der Sommerschule in Korčula von der Praxis-Gruppe.

## Werk
In seiner Dissertation über Kant  (La communauté humaine et l'univers chez Kant, Paris 1948) unterscheidet Goldmann drei Etappen der bürgerlichen Philosophie: die individualistische, die den Rationalismus und Empirismus der Aufklärung hervorgebracht habe; die tragische, die in Pascals und Kants Philosophien zum Ausdruck komme, und die dialektische, vertreten durch Hegel, Marx und Lukács.
Im Jahre 1952 veröffentlichte Goldmann seine Überlegungen zur Methodologie der humanistischen Wissenschaften (Sciences humaines et philosophie).
1955 erschien sein Hauptwerk Le Dieu caché, das der Philosophie  Pascals und dem Theater Racines gewidmet ist. Goldmann vergleicht dort u. a. den christlichen und den sozialistischen „Glauben“. Beide haben die Zurückweisung des reinen Individualismus der bürgerlichen Kultur und den Glauben an überindividuelle Werte gemeinsam: Gott im Christentum bzw. die menschliche Gemeinschaft im Sozialismus.  Beide Glaubensformen sind auf eine Wette im Sinne Pascals gegründet: den religiösen Einsatz  auf die Existenz Gottes, den sozialistischen Einsatz auf die Möglichkeit der sozialen Befreiung der Menschheit. Diese Einsätze schließen das Risiko der Niederlage und die Hoffnung auf Erfolg ein.
Später erschien eine Anzahl von Einzelpublikationen und Vorträgen, die zu den Bänden Recherches dialectiques (1959) und Pour une sociologie du roman (1964) zusammengestellt wurden. Außerdem verfasste Goldmann zwei Studien über den Jansenisten Racine (1956) und Situation de la critique Racinienne (1971).

## Schriften (Auswahl)
- Le dieu caché; étude sur la vision tragique dans les Pensées de Pascal et dans le théâtre de Racine. Gallimard, Paris 1955.
  - dt.: Der verborgene Gott. Luchterhand, Neuwied 1973 u. ö.
- Recherches dialectiques. Gallimard, Paris 1959
  - dt.: Dialektische Untersuchungen, Luchterhand, Neuwied 1966
- Sciences humaines et philosophie. Suivi de structuralisme génétique et création littéraire. Gonthier, Paris 1966
- Structures mentales et création culturelle. 10/18, Paris 1970
- Epistémologie et philosophie. Denoel, Paris 1970
- Pour une sociologie du roman. Gallimard, Paris 1973
  - dt.: Soziologie des modernen Romans, Luchterhand, Neuwied 1970
- Lukacs et Heidegger. Denoel, Paris 1973
  - dt.: Lukács und Heidegger. Luchterhand, Neuwied 1975